# 拡張型心筋症
拡張型心筋症（かくちょうがたしんきんしょう、英: Dilated cardiomyopathy、DCM）は、心臓が拡大し、血液を効果的に送り出せなくなる状態のことである。症状は、無症状な場合もあり、疲労感、脚の浮腫、 呼吸困難などさまざまである。また、胸痛や失神を引き起こす場合もある。合併症には、心不全、心臓弁膜症、不整脈などがあげられる。
原因には、遺伝、アルコール、コカイン、特定の毒素、妊娠による合併症、特定の感染症などがあげられる。拡張性心筋症の3割が遺伝だと言われている。冠動脈疾患と高血圧が関与している場合があるが、これらは主な原因ではない。多くの場合、原因は不明なままである。心筋症の一種であり、主に心筋に影響を与える疾患である。診断は、心電図、または胸部X線、または心臓超音波検査によって確定される。
心不全患者の場合の治療には、ACE阻害薬、ベータ遮断薬、利尿薬などの薬剤が用いられる。減塩の食事も効果的とされる。特定のタイプの不整脈がある人の場合には、血液希釈剤または植込み型除細動器が推奨される。これらの治療が効果的でない場合には、心臓移植が選択肢にあげられる。
約2,500人に1人が罹患している。女性よりも男性の方がより頻繁に発症する。発症が最も多くみられる年齢は中年である。5年生存率は50%である。子供にも発症する可能性があり、この年齢層で最も一般的なタイプの心筋症である。